# Trochinbrod
Trochinbrod era una ciudad judía situada en lo que ahora es el oeste de Ucrania, aunque antaño formaba parte de Polonia, a 30 kilómetros al noroeste de Lutsk. Se conocía también como Sofievka o Zofiówka, en polaco, en nombre de Sofía, una princesa rusa que cedió sus tierras para el asentamiento judío.

## Historia
Trochinbrod se fundó en 1835 en el Imperio ruso. En un primer momento era una colonia agrícola, y posteriormente se convirtió en una pequeña ciudad. La población pasó de 1.200 (235 familias) en 1889 a 1.580 en 1897.
Durante la guerra polaco soviética, la ciudad fue tomada por los polacos. En 1938 la población judía había alcanzado la cifra de 3.000 habitantes. La mayoría de la población desarrollaba tareas agrícolas, se dedicaba a la explotación lechera o al curtido de pieles. 
Existían siete sinagogas en Trochinbrod. En 1939 la ciudad fue invadida por los soviéticos. Por aquel entonces el rabino era Gershon Weissmann. Los comunistas lo exiliaron a Siberia tras acusarlo de implicación en el comercio clandestino de sal.
Más tarde, cuando los nazis atacaron a la URSS establecieron un gueto en Trochinbrod, y allí llevaron a los judíos de los pueblos y ciudades cercanos. El gueto de Trochinbrod fue eliminado por los nazis durante agosto y septiembre de 1942. La mayoría de los judíos de Trochinbrod, además de aquellos que habitaban en la ciudad cercana de Lozisht, fueron asesinados, así como otros judíos de Volinia. La policía local ucraniana ayudaba a acorralar a los judíos. No más de 200 judíos del gueto de Trochinbrod y de las áreas circundantes sobrevivieron a la masacre. La ciudad acabó totalmente consumida por las llamas. En estos momentos en aquel lugar solo pueden verse campos y bosques.
Solo unos pocos de los habitantes lograron escapar al exterminio y a la destrucción. Al acabar la guerra, la mayoría de los supervivientes (entre 30 y 40) fueron encontrados en una zona cercana a Lodz.

## Trochinbrod en la ficción
Una versión ficticia de Trochinbrod apareció en la novela Todo está iluminado, escrita por Jonathan Safran Foer, además de en la película homónima que se estrenó en el 2005.
El protagonista, Jonathan Foer (que lleva el mismo nombre que el autor) va a Ucrania para buscar a una mujer de nombre Agustina, que salvó a su abuelo Safran durante la guerra.